# Lilea

Mapa de la zona de Grecia central donde se ubican algunas de las principales ciudades de la antigua Fócida. Lilea estaba situada al norte de Delfos.

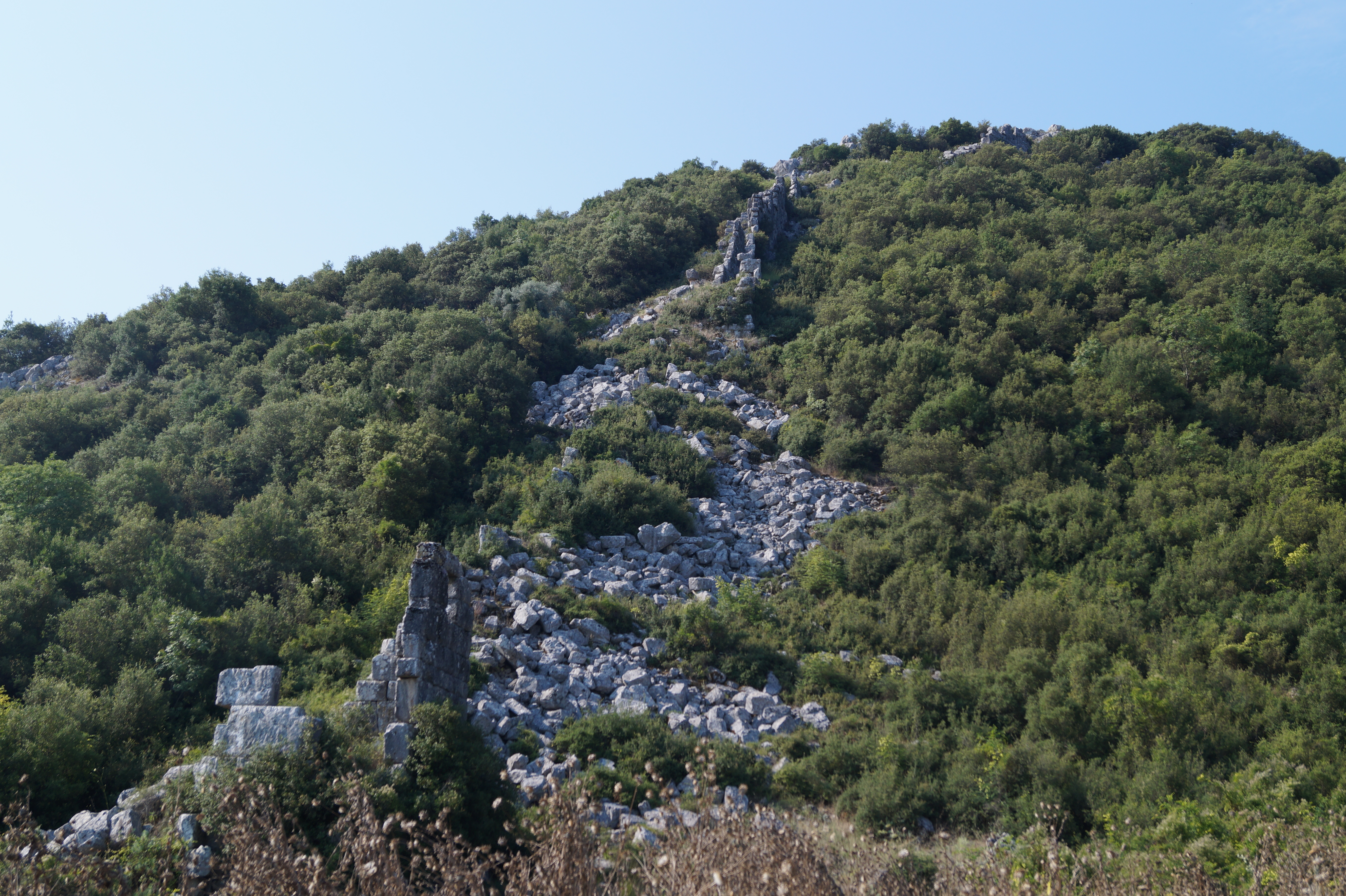
Restos de la acrópolis de Lilea.

Lilea (en griego, Λίλαια) fue una ciudad de Fócida mencionada por Homero en el catálogo de las naves de la Ilíada. Se ubicaba al pie del monte Parnaso y cerca de las fuentes del río Cefiso.
La tradición decía que su nombre provenía una de las náyades e hija del dios-río Cefiso, llamada Lilea.
En tiempos de las guerras médicas, Heródoto no menciona que fuera destruida, lo que ha sido interpretado por algunos historiadores como que en aquella época no era parte de la Fócide sino que debía pertenecer a la Dórida, aliada persa, pero otros autores, basándose en testimonios numismáticos y epigráficos, están en desacuerdo con esta hipótesis.
Lilea fue destruida en el año 346 a. C., durante la guerra focidia, pero después fue reconstruida.
Fue sitiada por Filipo V de Macedonia y la ciudad tuvo que aceptar que la ciudad acogiera una guarnición macedonia pero poco después una sublevación, dirigida por Patrón, consiguió derrotar a los macedonios y estos se retiraron tras la formalización de un pacto.
Pausanias vio allí un teatro, un ágora y baños, y templos de Apolo y Artemisa, y que había estatuas de estilo ático y de mármol pentélico.
Sus ruinas están cerca de las fuentes del Cefiso, en las proximidades del pueblo del pie septentrional del monte Parnaso que actualmente tiene el mismo nombre de Lilea, y que anteriormente se había llamado Kato-Agoriani, en una colina donde quedan restos de sus muros.